# 増田薫
増田 薫（ますだ かおる、1988年7月10日 - ）（蟹座、辰年）は、日本の画家。兵庫県洲本市出身。
身長151cm／体重43kg。座右の銘は『誰にも消せない火を灯せ』。
『どれだけ人の心を動かすことができるか』を掲げ、芸術の可能性を探求し世界へ作品を刻んでいく挑戦を続けている。

## 経歴
洲本市立大野小学校、洲本市立青雲中学校と進学し、高校は島内唯一の実業高校である兵庫県立洲本実業高等学校へ進学した。
その後は、似顔絵などを書きながら、水墨画、コーヒーを使った珈琲画、油絵へも進出している。

## 受賞・展示・出演歴
- うみぞら映画祭壁画デザインコンテスト - 最優秀賞受賞
- 2017年　洲本市美術展油絵部門 - 佳作 受賞
- 2020年　洲本市美術展油絵部門 - 特選 受賞
- 2020年　（一社）近代日本美術協会展　水墨画入選　東京都美術館にて作品展示
- 2020年　雪舟国際美術協会　水墨画入選　国立新美術館にて作品展示
- 2021年　台日藝術博覧會　日本選抜代表　台湾台北
- 2021年　菅内閣防衛大臣政務官室に油絵作品ブルーインパルス展示
- 2021年　兵庫県立美術館作品展示
- 2021年　淡路ハイウェイオアシスグランドピアノペイント
- 2021年　TEDx 登壇